# Verbena clemensiorum
Verbena clemensiorum är en verbenaväxtart som beskrevs av Harold Norman Moldenke. Verbena clemensiorum ingår i släktet verbenor, och familjen verbenaväxter. Inga underarter finns listade i Catalogue of Life.